# Missão Eclesiástica Russa em Jerusalém

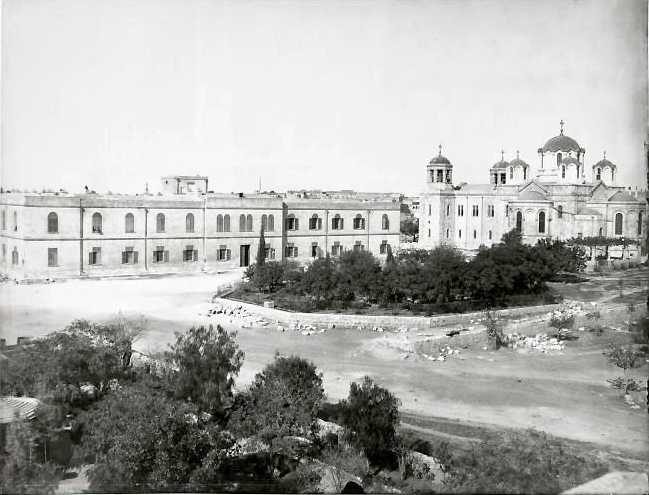
A Missão Espiritual Russa (prédio de dois andares à esquerda na foto) e a Catedral da Santíssima Trindade no Complexo Russo de Jerusalém. Foto do século XIX tirada pelo Hieromonge Ticônio.

A Missão Espiritual Russa em Jerusalém (em russo:  Русская духовная миссия в Иерусалиме) ou Missão Eclesiástica Russa em Jerusalém é um escritório de representação da Igreja Ortodoxa Russa em Jerusalém e na Terra Santa. Foi originalmente estabelecido por iniciativa do Ministério das Relações Exteriores do Império Russo em 1847. Atualmente, duas Missões Eclesiásticas Russas operam paralelamente em Jerusalém: a Missão do Patriarcado de Moscou, que está sob a jurisdição direta do Patriarca de Moscou e Toda a Rússia, e a Missão da Igreja Ortodoxa Russa Fora da Rússia, que tem sido governando desde maio de 2007 como parte do Patriarcado de Moscou.

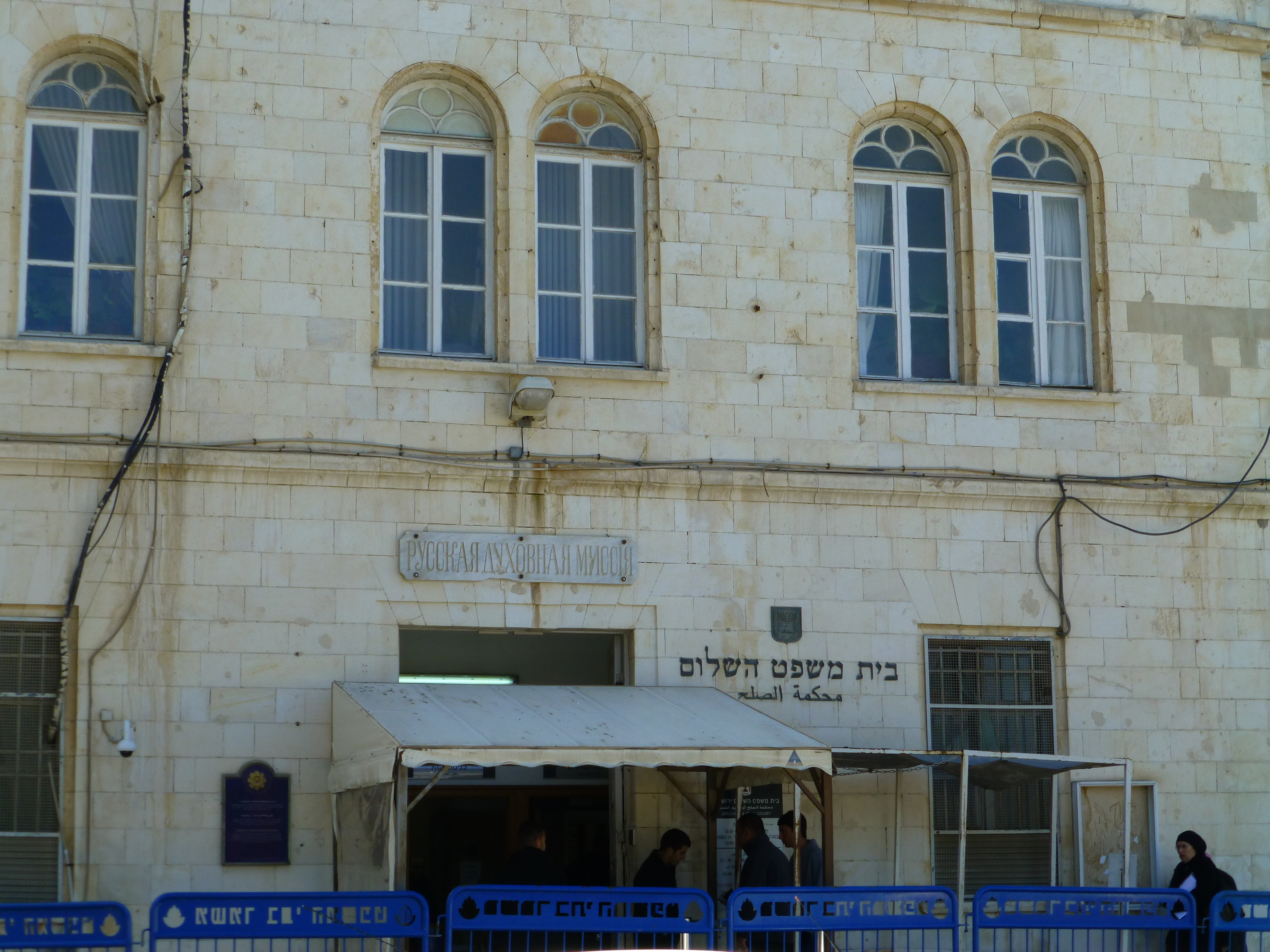
Entrada para o edifício da Missão Eclesiástica Russa em Jerusalém, vista moderna (2013)

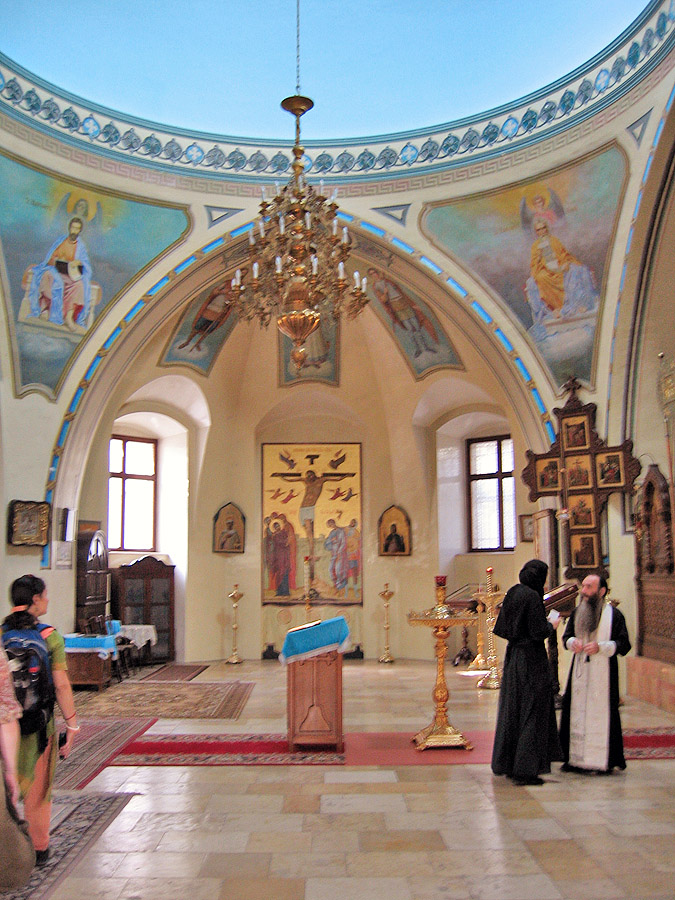
Capela da Santa Mártir Imperatriz Alexandra, na Missão Russa

## Chefes da Missão

### Missão da ROCOR
- Arquimandrita Romano (Krasovski) - Desde abril de 2013 (interino desde 14 de junho de 2012);[6][7]

### Missão do Patriarcado de Moscou
- Arquimandrita Alexandre (Elisov) - 13 de julho de 2015.[8]